# Большой дубовый усач
Усач большой дубовый (лат. Cerambyx cerdo) — жук семейства усачи (Cerambycidae). Один из наиболее крупных европейских видов.

## Описание
Длина тела 35—55 мм. Жук смоляно блестящий. Окраска тела чёрно-коричневая с более светлыми и красноватыми вершинами надкрылий.
Низ и ноги в коротких сероватых волосках. Переднеспинка в грубых морщинках с острыми боковыми буграми. Надкрылья шагренированы. Усики у самцов в 1,4—1,7 раза длиннее тела, у самок равны ему.

## Ареал
Принадлежит к европейской группе видов в составе европейского зоогеографического комплекса. Ареал охватывает Европу, Кавказ и прилежащие регионы. Встречается в таких странах, как Армения, Австрия, Азербайджан, Белоруссия, Болгария, Хорватия, Чехия, Франция, Грузия, Украина, Германия, Венгрия, Иран, Италия, Молдова, Марокко, Польша, Испания, Швеция, Швейцария, Тунис, Турция, Великобритания, Россия, Израиль[уточнить].

## Местообитания
Населяет лиственные леса и парки.

## Биология
Лёт жуков с мая по июль. Взрослые особи питаются вытекающим соком деревьев, активны преимущественно ночью.
Жуки встречаются на ветвях и стволах деревьев, часто в местах повреждения стволов, из которых вытекает сок. Усачи отдают предпочтение старым деревьям с толстыми стволами, иногда селятся в дубовых пнях.

## Размножение
Жуки заселяют дуб, бук, граб, вяз, грецкий орех, иногда липу. Для яйцекладки выбирают ослабленные старые деревья с толстой растрескавшейся корой, стоящие преимущественно на хорошо освещённых местах. В трещинки коры в июне — июле самка откладывает 2—3 яйца. Вышедшие из них маленькие (2—3 мм) личинки протачивают ходы сначала в коре, где они растут первый год и остаются зимовать. Личинка достигает 65—85 мм в длину и 13—18 мм в ширину. Голова жёлтая с чёрным передним краем.
На второй год личинки внедряются в заболонь и поверхностный слой древесины и зимуют еще раз. Лишь на третий год, достигнув длины 70—90 мм, личинка прогрызает глубокий и длинный (до 1 м) ход в древесине и в конце его строит колыбельку для куколки. Перед окукливанием личинка достигает в длину почти 100 мм и ширины 18—20 мм.
Стадия куколки продолжается 5—6 недель. Имаго перезимовывает в колыбельке. Цикл развития 2 — 4 года, редко 5 лет.

## Замечания по охране
Охраняется в Европе (Приложение II Бернской конвенции). Включен в Красный Список МСОП (VU, ver. 2.3, 1994); в Красные книги Литвы, Украины, Белоруссии, Молдавии.